# Danielle Deadwyler
Danielle Deadwyler (nascida em 3 de maio de 1982) é uma atriz americana. Ela começou sua carreira aparecendo nos palcos de Atlanta, inclusive na produção de For Colored Girls de 2009, e fez sua estreia nas telas no filme dramático de 2012 A Cross to Bear. Deadwyler apareceu na série do horário nobre The Haves and the Have Nots (2015–2017), na série P-Valley (2020), na minissérie Station Eleven (2021–2022) e na minissérie From Scratch (2022).
Deadwyler foi aclamada pela crítica por estrelar o filme de faroeste The Harder They Fall (2021) e a cinebiografia Till (2022). Sua interpretação de Mamie Till neste último lhe rendeu muitos elogios, ganhando o Gotham Independent Film Award por Melhor Desempenho Principal e ganhando indicações ao BAFTA Award, Critics' Choice Movie Award e ao Screen Actors Guild Award.

## Juventude
Deadwyler nasceu em Atlanta, Geórgia e foi criada no sudoeste de Atlanta. Ela é filha de um secretário jurídico e de uma supervisora ferroviária e tem três irmãos. Deadwyler se formou na Grady High School (agora Midtown High School) e depois no Spelman College. Ela recebeu um mestrado em estudos americanos pela Universidade Columbia e outro mestrado em redação criativa na Universidade Ashland em 2017.

## Carreira

### 2021 – presente

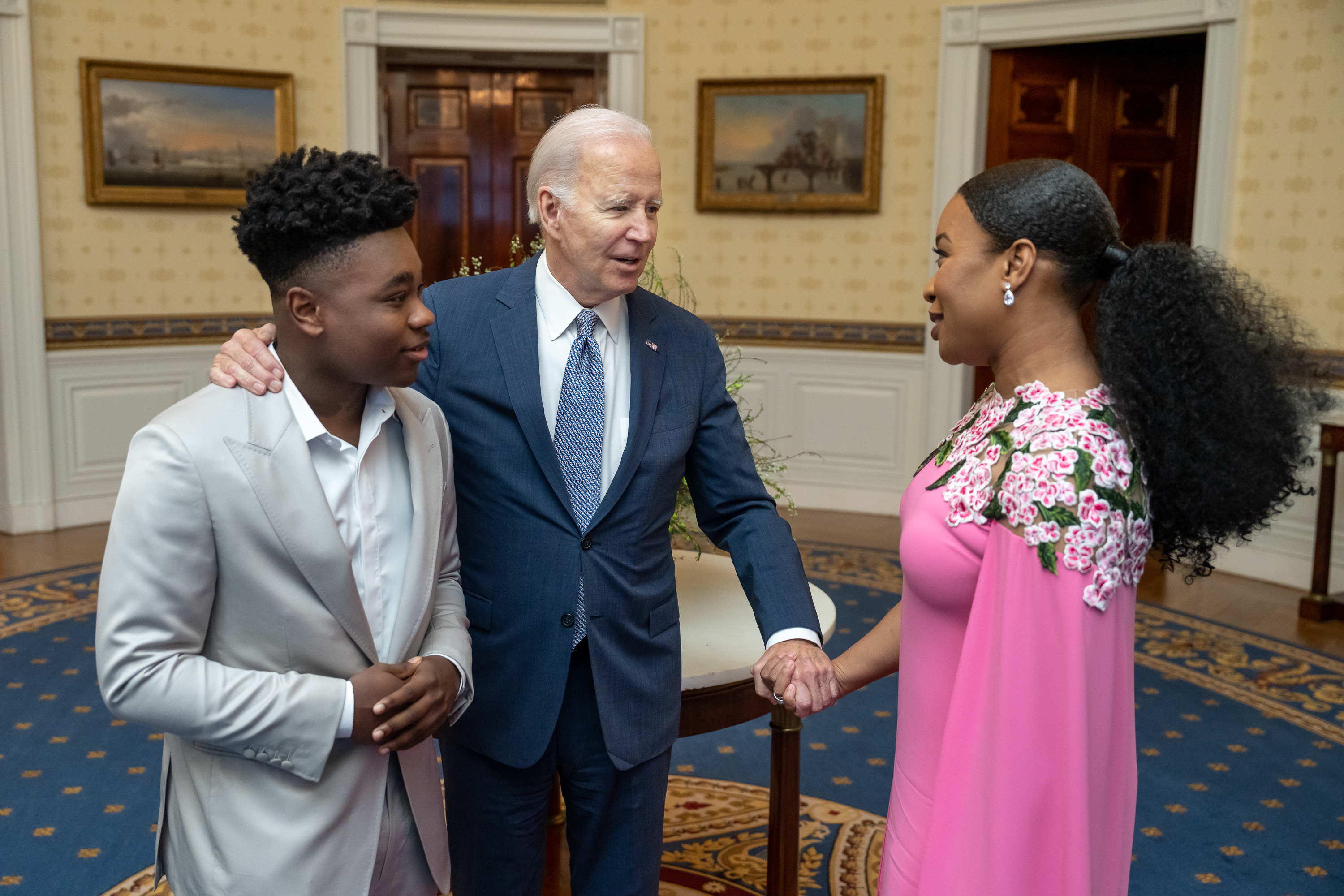
O presidente Joe Biden cumprimenta os membros do elenco Jalyn Hall e Deadwyler antes da exibição do filme Till em 16 de fevereiro de 2023, na Sala Azul da Casa Branca

Em 2021, Deadwyler desempenhou o papel de Cuffee no filme de faroeste da Netflix, The Harder They Fall. A personagem foi inspirada em Cathay Williams. O filme e sua atuação receberam críticas positivas dos críticos de cinema. Deadwyler recebeu o NAACP Image Award de Melhor Atriz Coadjuvante em Filme por sua atuação e também vários prêmios de Melhor Elenco. Mais tarde, em 2021, ela interpretou Miranda Carroll na minissérie Station Eleven. Também naquele ano, Deadwyler participou da minissérie From Scratch da Netflix, baseada nas memórias de Tembi Locke. Ela desempenhou o papel da irmã mais velha do personagem principal, recebendo críticas positivas.
Deadwyler estrelou como Mamie Till no filme biográfico Till (2022) dirigido por Chinonye Chukwu. Ela recebeu críticas positivas da crítica por sua atuação principal no filme. Manohla Dargis no The New York Times: "Com intensidade fixa e mudanças emocionais flexíveis e rápidas, Deadwyler está à altura da ocasião como Mamie, apresentando uma performance silenciosa e centralizadora que funciona em contraponto com o da história peso, sua profundidade e violência." Deadwyler recebeu o prêmio National Board of Review por desempenho inovador (compartilhado com Gabriel LaBelle por The Fabelmans) e o Gotham Independent Film Award de Melhor Performance Principal por sua atuação.
Em seguida, Deadwyler desempenhará o papel principal no thriller de ficção científica Parallel, dirigido por Kourosh Ahari, um remake do filme de mesmo nome de Lei Zheng. Ela aparecerá no filme de terror e suspense I Saw the TV Glow e no thriller de ação Carry-On para Netflix. Em março de 2023, Deadwyler foi escalada ao lado de Robert Pattinson, Amy Adams, Robert Downey Jr. e Forest Whitaker no filme de comédia Average Height, Average Build escrito e dirigido por Adam McKay. Deadwyler também estrelará The Piano Lesson, uma adaptação da peça de August Wilson.

## Vida pessoal
Deadwyler tem um filho.

## Filmografia

### Cinema
| +Chave | † | Denota trabalhos que ainda não foram lançados |

| Ano  | Título                | Personagem                        | Notes                            |
| ---- | --------------------- | --------------------------------- | -------------------------------- |
| 2010 | Cyburbia              | Cyburbia                          | Curta-metragem                   |
| 2012 | A Cross to Bear       | Erica Moses                       |                                  |
| 2013 | Sweet, Sweet Country  | Ndizeye                           | curta-metragem                   |
| 2014 | Ir/Reconcilable       | Maria                             | curta-metragem, também produtora |
| 2015 | The Youth             | Hoda                              | curta-metragem                   |
| 2017 | Gifted                | Trabalhadora de abrigo de animais |                                  |
| 2017 | The Leisure Seeker    | Garçonete de hotel                |                                  |
| 2018 | Jane and Emma         | Jane Manning                      |                                  |
| 2019 | The Devil to Pay      | Lemon Cassidy                     | produtora                        |
| 2020 | It's Time             | Karen Phillips                    |                                  |
| 2020 | Bygone Billy          | Trudy Wake                        |                                  |
| 2021 | The Harder They Fall  | Cuffee                            |                                  |
| 2022 | Till                  | Mamie Till                        |                                  |
| 2024 | I Saw the TV Glow     | Brenda                            |                                  |
| 2024 | Parallel              | Vanessa                           | Produtora executiva              |
| 2024 | The Piano Lesson      | Bernice Charles                   |                                  |
| 2024 | 40 Acres              | Hailey Freeman                    |                                  |
| 2024 | Carry-On              | Elena Cole                        |                                  |
| TBA  | The Woman in the Yard |                                   | Produtora executiva              |

### Televisão
| Ano       | Título                      | Personagem              | Notas                                                             |
| --------- | --------------------------- | ----------------------- | ----------------------------------------------------------------- |
| 2015      | Being Mary Jane             | Naima                   | Episódio: "Signing Off"                                           |
| 2015–2017 | The Haves and the Have Nots | LaQuita "Quita" Maxwell | Papel recorrente                                                  |
| 2016      | Greenleaf                   | Stacy                   | Episódios: "Good Morning, Calvary" e "What Are You Doing Here?"   |
| 2018      | Hap and Leonard             | Woman                   | Episódio: "T-Bone Mambo"                                          |
| 2018      | Atlanta                     | Tami                    | Episódio: "Champagne Papi"                                        |
| 2019      | Watchmen                    | June                    | Episódios: "This Extraordinary Being" e "An Almost Religious Awe" |
| 2020      | FBI: Most Wanted            | Cleo Wilkens            | Episódio: "Caesar"                                                |
| 2020      | Paradise Lost               | Nique Green             | Série regular                                                     |
| 2020      | P-Valley                    | Yoli                    | Papel recorrente, 3 episódios                                     |
| 2021–2022 | Station Eleven              | Miranda Carroll         | Minissérie                                                        |
| 2022      | From Scratch                | Zora                    | Minissérie                                                        |

## Prêmios e Indicações
| Ano  | Associações                                                           | Categoria                                                                              | Nomeações            | Resultado   |
| ---- | --------------------------------------------------------------------- | -------------------------------------------------------------------------------------- | -------------------- | ----------- |
| 2019 | Nightmares Film Festival                                              | Melhor Atriz                                                                           | The Devil to Pay     | Indicada    |
| 2020 | GenreBlast Film Festival                                              | Melhor Atriz – Longa-Metragem                                                          | The Devil to Pay     | Venceu      |
| 2021 | Princess Grace Award                                                  | "Pela sua produção cinematográfica, que é decididamente mais experimental"             |                      | Venceu      |
| 2021 | Gotham Awards                                                         | Tributo ao Conjunto                                                                    | The Harder They Fall | Venceu      |
| 2021 | Washington D.C. Area Film Critics Association Awards                  | Melhor Conjunto                                                                        | The Harder They Fall | Indicada    |
| 2021 | National Board of Review Awards                                       | Melhor Elenco                                                                          | The Harder They Fall | Venceu      |
| 2021 | San Diego Film Critics Society                                        | Melhor Performance de um Conjunto                                                      | The Harder They Fall | Indicada    |
| 2021 | Women Film Critics Circle Awards                                      | Prêmio Mulher Invisível                                                                | The Harder They Fall | Venceu      |
| 2022 | African-American Film Critics Association                             | Melhor Conjunto                                                                        | The Harder They Fall | Venceu      |
| 2022 | Austin Film Critics Association                                       | Melhor Conjunto                                                                        | The Harder They Fall | Indicada    |
| 2022 | Hollywood Critics Association Awards                                  | Melhor Elenco                                                                          | The Harder They Fall | Indicada    |
| 2022 | NAACP Image Awards                                                    | Melhor atriz coadjuvante em filme                                                      | The Harder They Fall | Indicada    |
| 2022 | NAACP Image Awards                                                    | Excelente elenco em um filme                                                           | The Harder They Fall | Venceu      |
| 2022 | Black Reel Awards                                                     | Excelente desempenho inovador, feminino                                                | The Harder They Fall | Indicada    |
| 2022 | Critics' Choice Movie Awards                                          | Melhor Elenco                                                                          | The Harder They Fall | Indicada    |
| 2022 | Gotham Awards                                                         | Melhor Desempenho Principal                                                            | Till                 | Venceu      |
| 2022 | Santa Barbara International Film Festival                             | Virtuosos Award                                                                        | Till                 | Venceu      |
| 2022 | Critics Choice Association Celebration of Black Cinema and Television | Prêmio Atriz de Cinema                                                                 | Till                 | Venceu      |
| 2022 | Chicago Film Critics Association Award                                | Artista mais promissor                                                                 | Till                 | 2º lugar    |
| 2022 | National Board of Review                                              | Desempenho inovador - Feminino                                                         | Till                 | Venceu      |
| 2022 | Los Angeles Film Critics Association Awards                           | Melhor Desempenho Principal                                                            | Till                 | Vice-campeã |
| 2022 | St. Louis Film Critics Association                                    | Melhor atriz                                                                           | Till                 | Indicada    |
| 2022 | Washington D.C. Area Film Critics Association                         | Melhor atriz                                                                           | Till                 | Indicada    |
| 2022 | Atlanta Film Critics Circle                                           | Melhor Artista Revelação                                                               | Till                 | Indicada    |
| 2022 | Dallas–Fort Worth Film Critics Association                            | Melhor atriz                                                                           | Till                 | 4º lugar    |
| 2022 | Florida Film Critics Circle                                           | Melhor atriz                                                                           | Till                 | Indicada    |
| 2022 | Greater Western New York Film Critics Association                     | Melhor atriz                                                                           | Till                 | Indicada    |
| 2022 | Greater Western New York Film Critics Association                     | Desempenho inovador                                                                    | Till                 | Indicada    |
| 2022 | Indiana Film Journalists Association                                  | Melhor Desempenho Principal                                                            | Till                 | Indicada    |
| 2022 | IndieWire Critics Poll                                                | Melhor performance                                                                     | Till                 | 4º lugar    |
| 2022 | Las Vegas Film Critics Society                                        | Melhor atriz                                                                           | Till                 | Indicada    |
| 2022 | Online Association of Female Film Critics                             | Melhor protagonista feminina                                                           | Till                 | Indicada    |
| 2022 | Phoenix Critics Circle                                                | Melhor atriz                                                                           | Till                 | Indicada    |
| 2022 | UK Film Critics Association                                           | Atriz do Ano                                                                           | Till                 | Indicada    |
| 2022 | Utah Film Critics Association                                         | Melhor atriz                                                                           | Till                 | Vice-campeã |
| 2022 | Women Film Critics Circle                                             | Melhor atriz                                                                           | Till                 | Indicada    |
| 2022 | Black Film Critics Circle                                             | Melhor atriz                                                                           | Till                 | Venceu      |
| 2023 | Critics' Choice Movie Awards                                          | Melhor Atriz em Cinema                                                                 | Till                 | Indicado    |
| 2023 | Alliance of Women Film Journalists                                    | Melhor atriz                                                                           | Till                 | Indicada    |
| 2023 | Alliance of Women Film Journalists                                    | Melhor desempenho inovador                                                             | Till                 | Venceu      |
| 2023 | Toronto Film Critics Association                                      | Melhor atriz                                                                           | Till                 | Indicada    |
| 2023 | Austin Film Critics Association                                       | Melhor atriz                                                                           | Till                 | Indicada    |
| 2023 | Columbus Film Critics Association                                     | Melhor Desempenho Principal                                                            | Till                 | Indicada    |
| 2023 | Hollywood Critics Association                                         | Melhor atriz                                                                           | Till                 | Indicada    |
| 2023 | DiscussingFilm Critic Awards                                          | Melhor atriz                                                                           | Till                 | Indicada    |
| 2023 | Georgia Film Critics Association                                      | Melhor atriz                                                                           | Till                 | Indicada    |
| 2023 | Georgia Film Critics Association                                      | Prêmio Revelação                                                                       | Till                 | Venceu      |
| 2023 | North Carolina Film Critics Association                               | Melhor atriz                                                                           | Till                 | Indicada    |
| 2023 | San Diego Film Critics Society                                        | Melhor atriz                                                                           | Till                 | Venceu      |
| 2023 | San Diego Film Critics Society                                        | Artista inovador                                                                       | Till                 | Vice-campeã |
| 2023 | San Francisco Bay Area Film Critics Circle                            | Melhor atriz                                                                           | Till                 | Indicada    |
| 2023 | Independent Spirit Awards                                             | Melhor Performance Coadjuvante em uma Nova Série Roteirizada                           | Station Eleven       | Indicada    |
| 2023 | Satellite Award                                                       | Melhor Atriz em Cinema - Drama                                                         | Till                 | Venceu      |
| 2023 | Black Reel Awards                                                     | Melhor atriz                                                                           | Till                 | Venceu      |
| 2023 | SAG Awards                                                            | Melhor Atriz Principal                                                                 | Till                 | Indicada    |
| 2023 | Denver Film Critics Society                                           | Melhor atriz                                                                           | Till                 | Indicada    |
| 2023 | BAFTA                                                                 | Melhor Atriz                                                                           | Till                 | Indicada    |
| 2023 | Houston Film Critics Society                                          | Melhor atriz                                                                           | Till                 | Indicada    |
| 2023 | NAACP Image Awards                                                    | Melhor atriz em um filme                                                               | Till                 | Indicada    |
| 2023 | NAACP Image Awards                                                    | Melhor atriz coadjuvante em filme para televisão, série limitada ou especial dramático | From Scratch         | Indicada    |
| 2023 | Dorian Awards                                                         | Performance Cinematográfica do Ano                                                     | Till                 | Indicada    |
| 2023 | DiscussingFilm Critic Awards                                          | Melhor atriz                                                                           | Till                 | Indicada    |
| 2023 | African-American Film Critics Association                             | Melhor atriz                                                                           | Till                 | Venceu      |
| 2024 | Astra Film Awards                                                     | Melhor Atriz Coadjuvante                                                               | The Piano Lesson     | Indicado    |
| 2024 | Black Film Critics Circle                                             | Melhor Atriz Coadjuvante                                                               | The Piano Lesson     | Venceu      |
| 2024 | Boston Society of Film Critics                                        | Melhor Atriz Coadjuvante                                                               | The Piano Lesson     | Venceu      |
| 2024 | Chicago Film Critics Association                                      | Melhor Atriz Coadjuvante                                                               | The Piano Lesson     | Indicado    |
| 2024 | Dallas-Fort Worth Film Critics Association                            | Melhor Atriz Coadjuvante                                                               | The Piano Lesson     | 4° lugar    |
| 2024 | Elle's Women in Hollywood Celebration                                 | The Witness                                                                            | The Piano Lesson     | Honrada     |
| 2024 | Gotham Awards                                                         | Melhor Elenco                                                                          | The Piano Lesson     | Honrada     |
| 2024 | Gotham Awards                                                         | Melhor Performance Coadjuvante                                                         | The Piano Lesson     | Indicado    |
| 2024 | Middleburg Film Festival                                              | Prêmio de Atriz Revelação                                                              | The Piano Lesson     | Honrada     |
| 2024 | Mill Valley Film Festival                                             | Prêmio MVFF por atuação                                                                | The Piano Lesson     | Honrada     |
| 2024 | Newport Beach Film Festival                                           | Melhor Performance                                                                     | The Piano Lesson     | Venceu      |
| 2024 | New York Film Critics Online                                          | Melhor Atriz Coadjuvante                                                               | The Piano Lesson     | Indicado    |
| 2024 | Pandora International Film Critics                                    | Atriz Coadjuvante                                                                      | The Piano Lesson     | Indicado    |
| 2024 | San Diego Film Critics Society                                        | Melhor Atriz Coadjuvante                                                               | The Piano Lesson     | Indicado    |
| 2024 | Seattle Film Critics Society                                          | Melhor Atriz Coadjuvante                                                               | The Piano Lesson     | Indicado    |
| 2024 | St. Louis Film Critics Association                                    | Melhor Atriz Coadjuvante                                                               | The Piano Lesson     | Indicado    |
| 2024 | Online Association of Female Film Critics                             | Melhor Elenco                                                                          | The Piano Lesson     | Indicado    |
| 2024 | Online Association of Female Film Critics                             | Melhor Atriz Coadjuvante                                                               | The Piano Lesson     | Indicado    |
| 2024 | Washington D.C. Area Film Critics Association                         | Melhor Atriz Coadjuvante                                                               | The Piano Lesson     | Venceu      |
| 2025 | African-American Film Critics Association                             | Melhor Elenco                                                                          | The Piano Lesson     | Venceu      |
| 2025 | African-American Film Critics Association                             | Melhor Atriz Coadjuvante                                                               | The Piano Lesson     | Venceu      |
| 2025 | Alliance of Women Film Journalists                                    | Melhor Atriz Coadjuvante                                                               | The Piano Lesson     | Indicado    |
| 2025 | Austin Film Critics Association                                       | Melhor Atriz Coadjuvante                                                               | The Piano Lesson     | Indicado    |
| 2025 | Black Reel Awards                                                     | Melhor Performance Coadjuvante                                                         | The Piano Lesson     | Pendente    |
| 2025 | Chicago Indie Critics Windie Award                                    | Melhor Atriz Coadjuvante                                                               | The Piano Lesson     | Pendente    |
| 2025 | Columbus Film Critics Association                                     | Melhor Elenco                                                                          | The Piano Lesson     | Indicado    |
| 2025 | Columbus Film Critics Association                                     | Melhor Atriz Coadjuvante                                                               | The Piano Lesson     | Indicado    |
| 2025 | Critics' Choice Movie Awards                                          | Melhor Atriz Coadjuvante em Cinema                                                     | The Piano Lesson     | Indicado    |
| 2025 | DiscussingFilm Global Critic Award                                    | Melhor Atriz Coadjuvante                                                               | The Piano Lesson     | Venceu      |
| 2025 | Independent Spirit Awards                                             | Melhor Performance Coadjuvante                                                         | The Piano Lesson     | Pendente    |
| 2025 | Georgia Film Critics Association                                      | Melhor Atriz Coadjuvante                                                               | The Piano Lesson     | Venceu      |
| 2025 | Kansas City Film Critics Circle Award                                 | Melhor Atriz Coadjuvante                                                               | The Piano Lesson     | 2° lugar    |
| 2025 | London Film Critics' Circle                                           | Atriz Coadjuvante do Ano                                                               | The Piano Lesson     | Pendente    |
| 2025 | Utah Film Critics Association                                         | Melhor Performance Coadjuvante Feminina                                                | The Piano Lesson     | Venceu      |
| 2025 | Satellite Awards                                                      | Melhor Atriz Coadjuvante em Cinema                                                     | The Piano Lesson     | Indicado    |
| 2025 | SAG Awards                                                            | Melhor Atriz Coadjuvante                                                               | The Piano Lesson     | Pendente    |
| 2025 | NAACP Image Awards                                                    | Melhor Performance Revelação em um Filme                                               | The Piano Lesson     | Pendente    |
| 2025 | NAACP Image Awards                                                    | Melhor Elenco em Cinema                                                                | The Piano Lesson     | Pendente    |
| 2025 | NAACP Image Awards                                                    | Melhor Atriz Coadjuvante em Cinema                                                     | The Piano Lesson     | Pendente    |

}